# Косов
Ко́сов (укр. Ко́сів) — город в Ивано-Франковской области Украины. Административный центр Косовского района и Косовской общины.

## Географическое положение
Лежит у самого подножия Украинских Карпат, в долине реки Рыбницы, притока Прута.

## Население
В январе 1989 года численность населения составляла 8788 человек.
По данным переписи 2001 года, украинцы составляли 96,98 % населения города, русские — 1,79 %.
На 1 января 2013 года численность населения составляла 8543 человек.

### Языковой состав
Родной язык населения по данным переписи 2001 года:
| Язык       | Численность, чел. | Доля     |
| ---------- | ----------------- | -------- |
| Украинский | 8 132             | 98,24 %  |
| Русский    | 119               | 1,44 %   |
| Другое     | 27                | 0,32 %   |
| Итого      | 8 278             | 100,00 % |

Украинский язык является основным и единственным официальным языком города.

## История

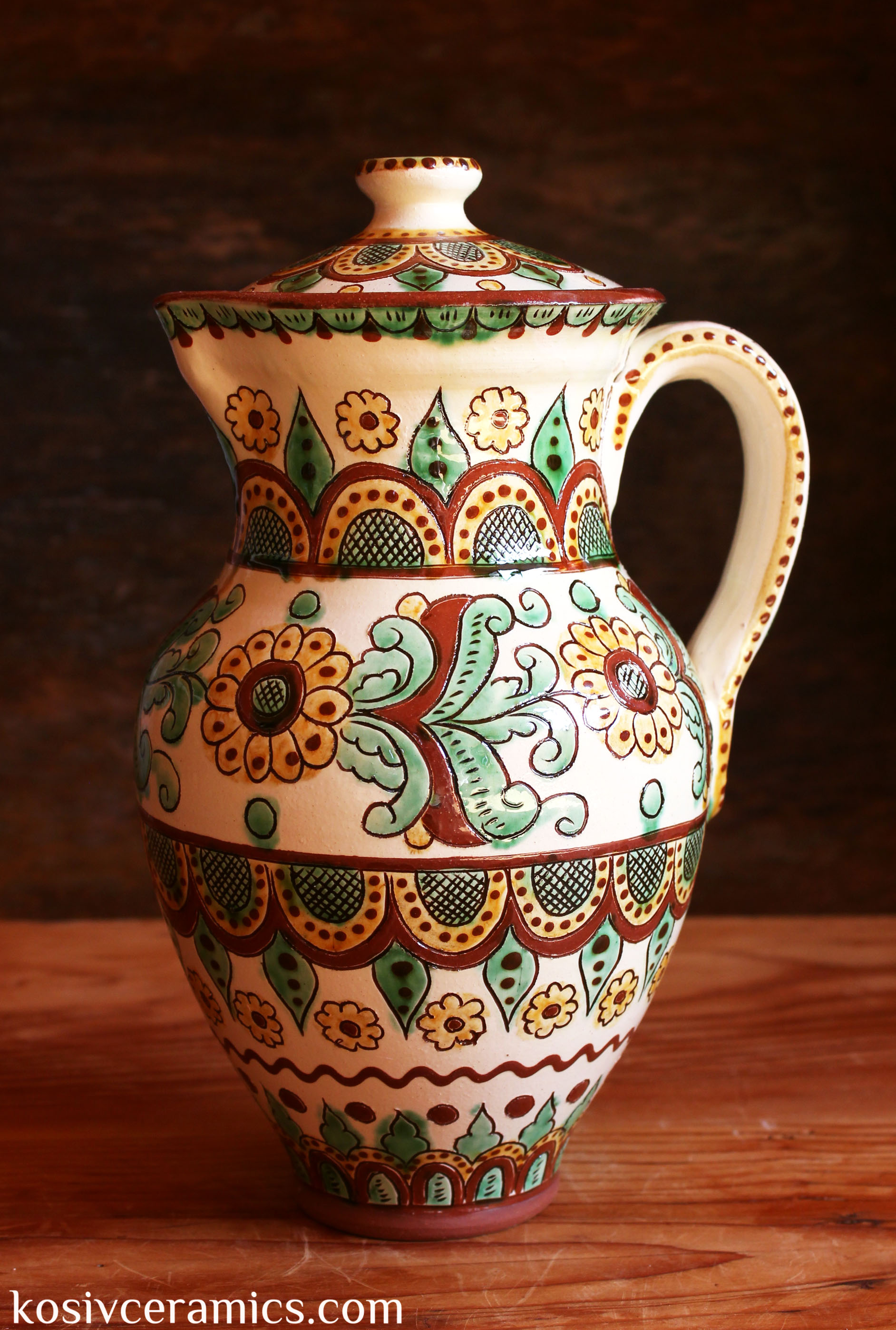
Косовская керамика

В 1424 году Великий князь литовский Свидригайло подарил село Косово «верному слуге» Максиму Владу Драгосиновичу.
Город возник во второй половине XVI века при польско-литовской власти благодаря ценным залежам соли. К этому времени за четверть мили от деревни Косов (теперь Старый Косов) существовала соляная баня, в которой из добытого сырья вываривали соль. И село, и баня относились к королевской (государственной) собственности — и потому административно входили в Снятинское староство и подчинялись старосте, то есть представителю короля. Снятинские старосты по очереди, пользуясь своим правом, арендовали косовскую баню и брали с неё доход, а примерно в 1560 году тогдашний староста Генчинский даже основал при ней городок Рыков. Однако после его смерти слуги Юрия Язловецкого, которому досталось в земельное арендное владение село Косов, совершили вооруженный набег на Рыков и разрушили его, а соляную баню захватил Язловецкий.
Через некоторое время город был восстановлен, — и уже под современным названием: налоговый реестр 1579 года, наряду с названием «Koszow, villa» (Косов, село), фиксирует «Koszow, oppidum» (Косов, местечко). В этом же документе Косов выступает как частное местечко, владелец которого — сын Юрия Язловецкого, Михаил. Ведь оказавшись в шляхетской собственности, оно отделилось от Снятинского староства и образовало вместе с четырьмя сёлами отдельную косовскую волость во владении Михаила Язловецкого. До распада польского королевства Косов оставался частным — и передавался по наследству одним владельцем другому. Дважды город был сожжен и уничтожен: осенью 1621 года — турками, татарами, валахами (подданными Османской империи), а в феврале 1624 года — буджакскими татарами.
Добыча и производство соли требовали большого количества рабочих и ремесленников. Прекрасный климат привлекал сюда поселенцев, благодаря чему хорошо развилось садоводство. Заботясь об увеличении прибыли, владельцы Косова поощряли евреев различными привилегиями селиться здесь, а те успешно занимались торговлей, арендой имений и промышленных объектов (солярные, мельницы, корчмы и пр.), сбором налогов и т. п. Так, в центральной части (среднеместье) преобладало еврейское население, а на окраинах, которые были сначала отдельными сёлами (Монастырское и Москалёвка) жили преимущественно украинцы. В Косове вместе с его окраинами насчитывалось около 50 % украинцев, 35 % — евреев и 15 % — поляков. Многие из них быстро богатели. Это, конечно, привлекало внимание опришков. Они часто нападали на город, в частности под руководством Василия Лунги (1698), Пинты и Пискливого (1704), Баюрака (1750). Примерно в 1740 году к шляхетскому двору в Косове подошёл Олекса Довбуш и «посылал ружья в усадьбу», но не нападал. В 1759 году в связи с активизацией опришковского движения организована главная стоянка карательного войска против повстанцев, которое возглавил Тадеуш Дидушицкий, тогдашний владелец Косова, галицкий хорунжий.
В австрийские времена жизнь стала более спокойной. Согласно патентам от 1773, 1778 и 1786 годов, направленным на огосударствливание соли, косовские соляные имения, то есть целый городок с близлежащими сёлами, перешли из частной собственности в государственную. Административно он несколько лет относился к Червонорускому округу («циркулу»), затем — к Станиславовскому и, наконец, Коломыйскому. С внедрением 1867 году нового уклада Косову предоставили статус уездного города, вследствие чего вся административно-политическая власть была передана уездному управлению — староству, возглавляемом старостой и подчинённому непосредственно галицкому наместничеству во Львове. Кроме солеварения, развивались художественные промыслы — резьба, вышивка, ковроткачество, керамика (Олекса Бахматюк, семья Баранюков, позднее Пётр Кошак и др.). В 1850 году основано Ткацкое общество, Косов становится центром ткачества. 1882 году общество учредило ткацкую школу. В конце XIX века начинает развиваться перспективная курортная отрасль.
В рамках «украинского национального возрождения», происходящего во всей Галиции, в Косове на рубеже XIX—XX веков большое влияние оказала Украинская радикальная партия. Одним из учредителей её наряду с Иваном Франко и другими деятелями, был косовчанин Михаил Павлик. Действовали общества «Сечь», «Воля», «Женская община», «Просвита». В июне 1914 года создан первый отдел стрелецтва «Киш Сечевых стрельцов». В начале мировой войны уездная управа УСС набирала добровольцев для борьбы на стороне Австрии. С осени 1914 года до начала лета 1915 года и с лета 1916 года до лета 1917 года Косов дважды занимала русская армия. После распада Австро-Венгрии (ноября 1918 г.) установлена Западно-Украинская народная республика, просуществовавшая до мая 1919 года. С 26 мая до конца августа город был занят румынскими войсками. Впоследствии вместе со многими другими землями Западной Украины вошла в состав Польши и стал центром Косовского уезда Станиславивского воеводства.
При польской власти продолжали развиваться художественные промыслы, в частности, производили продукцию килимарни «Гуцульское искусство», Грунковського, Медведчука, Гильман, трикотажные Шниберга и Рунду. Особенно увеличился приток летников и курортников, годовая посещаемость которых составляла около 3000 человек, а обслуживала их широкая сеть пансионатов. Расцвет соляной промышленности кончился, а в 1938 году солеварни окончательно остановлены.
22 сентября 1939 года в Косове была установлена советская власть. Под лозунгом помощи угнетённым «братьям-украинцам» были национализированы пансионаты, ковроткацкие предприятия, мельницы, магазины и другие хозяйства, контролируемые преимущественно поляками и евреями. Начала работать средняя школа с украинским языком обучения. На базе ткацкой создали многопрофильную промышленную школу гуцульского искусства. Одновременно советская власть ликвидировала украинские политические партии, организации, кооперативы.
В ходе Великой Отечественной войны 1 июля 1941 года был оккупирован немецкими войсками. В период оккупации всё еврейское население было уничтожено.
Освобождён 31 марта 1944 года войсками 1-го Украинского фронта в ходе Проскуровско-Черновицкой операции:
- 1 танковая армия — передовой отряд 40-й гвардейской танковой бригады (подполковник Кошелев Иван Андреевич) 11-й гвардейского танкового корпуса (генерал-лейтенант танковых войск Гетман Андрей Лаврентьевич[8].